# Prunus clementis
Espèce
Synonymes
- Pygeum apoanum Elmer ex Koehne[2]
- Pygeum clementis Merr.[2]
- Pygeum zeylanicum Koord.[2]

Statut de conservation UICN

ENB2ab(i,ii,iii) : En danger
Prunus clementis est une espèce de plantes à fleurs du genre Prunus de la famille des Rosaceae trouvée aux îles Célèbes et aux Philippines.